# Triatlon op de Paralympische Zomerspelen 2016
Op de XVe Paralympische Zomerspelen die in 2016 werden gehouden in Rio de Janeiro, Brazilië was triatlon een van de 22 sporten die werden beoefend. Het was de eerste keer dat de triatlon op het programma stond van de Paralympische Spelen.

## Medaillespiegel
| Plaats | Land             | NPC | Goud | Zilver | Brons | Totaal |
| 1      | Verenigde Staten | USA | 2    | 1      | 1     | 4      |
| 2      | Groot-Brittannië | GBR | 1    | 2      | 1     | 4      |
| 3      | Nederland        | NED | 1    | 1      | 0     | 2      |
| 4      | Australië        | AUS | 1    | 0      | 0     | 1      |
| 4      | Duitsland        | GER | 1    | 0      | 0     | 1      |
| 6      | Italië           | ITA | 0    | 1      | 1     | 2      |
|        | Canada           | CAN | 0    | 1      | 0     | 1      |
| 8      | Spanje           | ESP | 0    | 0      | 1     | 1      |
| 8      | Frankrijk        | FRA | 0    | 0      | 1     | 1      |
| 8      | Marokko          | MAR | 0    | 0      | 1     | 1      |

## Uitslagen
| Mannen | Mannen  | Mannen | Mannen        | Mannen | Mannen           | Mannen | Mannen           |
| Klasse | Tijd    | Goud   | Goud          | Zilver | Zilver           | Brons  | Brons            |
| ------ | ------- | ------ | ------------- | ------ | ---------------- | ------ | ---------------- |
| PT1    | 59:31   | NED    | Jetze Plat    | NED    | Geert Schipper   | ITA    | Giovanni Achenza |
| PT2    | 1:11:49 | GBR    | Andrew Lewis  | ITA    | Michele Ferrarin | MAR    | Mohamed Lahna    |
| PT4    | 1:02:37 | GER    | Martin Schulz | CAN    | Stefan Daniel    | ESP    | Jairo Ruiz Lopez |

| Mannen | Mannen  | Mannen | Mannen                           | Mannen | Mannen                          | Mannen | Mannen                           |
| Klasse | Tijd    | Goud   | Goud                             | Zilver | Zilver                          | Brons  | Brons                            |
| ------ | ------- | ------ | -------------------------------- | ------ | ------------------------------- | ------ | -------------------------------- |
| PT2    | 1:22:55 | USA    | Allysa Seely                     | USA    | Hailey Danisewicz               | USA    | Melissa Stockwell                |
| PT4    | 1:10:39 | USA    | Grace Norman                     | GBR    | Lauren Steadman                 | FRA    | Gwladys Lemoussu                 |
| PT5    | 1:12:18 | AUS    | Katie Kelly Michellie Jones gids | GBR    | Alison Patrick Hazel Smith gids | GBR    | Melissa Reid Nicole Walters gids |

Atletiek · Bankdrukken · Basketbal · Blindenvoetbal · Boogschieten · Boccia · CP-voetbal · Goalball · Judo · Kanovaren · Paardensport · Roeien · Rugby · Schermen · Schietsport · Tafeltennis · Tennis · Triatlon · Volleybal · Wielersport · Zeilen · Zwemmen
Rio de Janeiro 2016 ·
Tokio 2020 ·
Parijs 2024 ·
Los Angeles 2028